# 京士頓女王大學
金斯顿女王大学（英語：Queen's University at Kingston，Queen's或QU），一般简称女王大学、皇后大学、女皇大學，以英國维多利亚女王命名，位於加拿大安大略省金斯顿，是一所加拿大的中型公立大學，创始于加拿大建国前26年，西元1841年10月16日。女王大學在安大略省擁有一百六十六英亩（约六十七公顷）的土地面積，並在英格兰東南部東薩塞克斯郡校區擁有赫斯特蒙索城堡，該城堡自公元1957年到1988年曾是格林尼治皇家天文臺的所在地。 女王大学是加拿大老四校和加拿大U15大学联盟的成员，曾有累计三位諾貝爾獎得主和一位图灵奖得主在女王大学工作或学习过。

## 历史
女王大学的前身女王学院于公元1839年在京士頓成立。公元1841年10月16日，維多利亞女皇發佈英廷敕書並由蘇格蘭長老會委托汤玛斯‧里德尔抵至京士頓正式成立女王学院。女王學院的建立乃是由上加拿大之苏格兰长老会为了加拿大本地的教育以及培育科学和文化所极力推动的。初期以英國蘇格蘭風格的愛丁堡大學和格拉斯哥大學体系为雏形，在公元1842年3月7日于当时的京士顿郊区有两位教授和十三位学生开始了第一堂课。

### 草创时期
最初的11年里，大学没有固定的校舍，直到教学楼Summerhill的修建（至今仍矗立在校园的中心）。在加拿大联邦成立之前，大学的经济来源主要依靠苏格兰长老会、加拿大政府和私人捐款。在加拿大联邦成立之后的西元1867-1868年，当时加拿大联邦所给予的经费被撤销及安大略省当地的“中央区商业银行”的破产，其导致女王大学在该银行的帐户被牵连，而造成了三分之二经费的损失。两者重大的经济损害使得女王大学面临相当大的危机，多亏在校长斯诺格拉斯（Dr. William Snodgrass）和其他校董在全加拿大各地的募捐，学校得到挽救。
此後到19世紀末，學校運作因該次的經費危機而一直引人擔憂，最後到西元1880年代不斷有是否要併入多倫多大學以防經費來源中斷的聲音。後來在女王大學校友同時也是第一贊助者羅伯特·薩瑟蘭的遺產捐助下，女王學院得以脫離不定的經濟狀況並且維持獨立的學院。女王學院之後于1881年5月17日成為女王大學。西元1883年，女王大學成立其女子醫學院，當時一屆為三人。

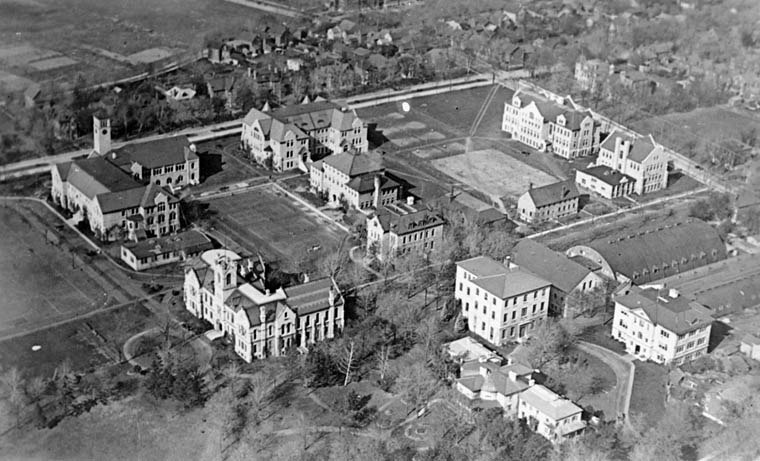
1919年女王大學鳥瞰照

### 二十世紀以後
西元1912年脫離蘇格蘭長老會並正式更名為「女王大學」（Queen's University at Kingston）。女王大學所屬的女王神學院則依舊由蘇格蘭長老會管轄，直至西元1925年，該院加入加拿大联合教会，並延續至今。在第一次世界大戰期間，因為學校學生、教授、校務人員，被徵募入伍而造成學生註冊人數驟降，女王大學再一次地面臨經濟危機。最後在100萬加拿大元的募款行動和西元1918年第一次世界大戰停戰之後，解除了危機。當時大約有1500位學生參與第一次世界大戰，187位去世。在加拿大加入第二次世界大戰前數月，美國富蘭克林·德拉諾·羅斯福總統親臨女王大學頒獲榮譽學位，並對美國的二戰同盟政策和對加拿大友好發表全球知名的演說。第二次世界大戰期間有2917位女王大學畢業生參戰，164名去世。在John Deutsch大學中心（JDUC）的紀念館的紀念室裡陳列了在兩次大戰中去世的女王大學學生。
二戰結束後，女王大學隨著戰後經濟的發展和戰後嬰兒潮在西元1960年代快速地擴張。從西元1951年到1961年學生註冊的人數由超過2000年增長到超過3000人。並且在十年之內開始了一連串積極的校舍興建計畫，其中包含五棟學生宿舍。同時，在安大略省司法及法律教育改革的推動下，女王大學在西元1957年新建了以加拿大第一位總理為名的約翰·亞歷山大·麥克唐納館（John A. Macdonald Hall），用以設立女王大學法律學院。此外，在西元1950年代，女王大學主要的擴建包括唐寧館（Dunning Hall，今為經濟系所所在）與以加拿大知名的溫尼伯理查森家族的詹姆斯‧阿姆斯壯‧理查森為名的理查森館（Richardson Hall），用以校務行政。至西元1960年代末期，女王大學跟其他的加拿大大學一樣，學生註冊的人數增長超過三倍、教授、校務人員也都因為戰後嬰兒潮的緣故以及社會各界人士慷慨的支援而大幅增加。西元1970年代中期，學校全職生的人數達到10,000人。在新建的校舍設施裡，女王大學另外多增加了三棟學生宿舍，並且數學系所、物理學系所、生物學系所、心理學系所和社會與人文學系所都得以獨自擁有專屬的系館。在這些年代裡，女王大學也創建了音樂學系所、公共行政學系所、復健學系所、以及都市計畫學系所。而西元1968年女王大學教育學系所則創建在主校區以西一公里處的西校區，是謂西校區的開始。
西元1991年，女王大學慶祝150周年校慶的同時，英國查爾斯王子亦偕同當時的黛安娜王妃蒞臨，一起讓女王大學記錄下這歷史性的一刻。英國查爾斯王子也特別贈送150年前維多利亞女皇用以建立女王大學頒佈的皇家特許狀（the 1841 Royal Charter）的複刻品；現今，該複刻品仍在John Deutsch大學中心展示。西元1980年10月23日，女王大學的第一位女性校監（Agnes Richardson Benidickson）出任。西元1993年，女王大學獲贈Herstmonceux城堡，位於英國英格蘭東薩塞克斯，該城堡是由校友（Alfred Bader）特別捐贈。現今，Herstmonceux城堡則作為Bader國際教學中心，大學部的學生剛入學前可選擇申請在該教學中心學習一年再回主校區繼續就讀，高年級學生也可申請。
西元2010年五月，女王大學成為了昴宿星大學聯盟的創始成員，其中創始成員包括達特茅斯學院、杜倫大學、奧塔哥大學、蒂賓根大學、西澳大學、以及烏普薩拉大學。

## 校園

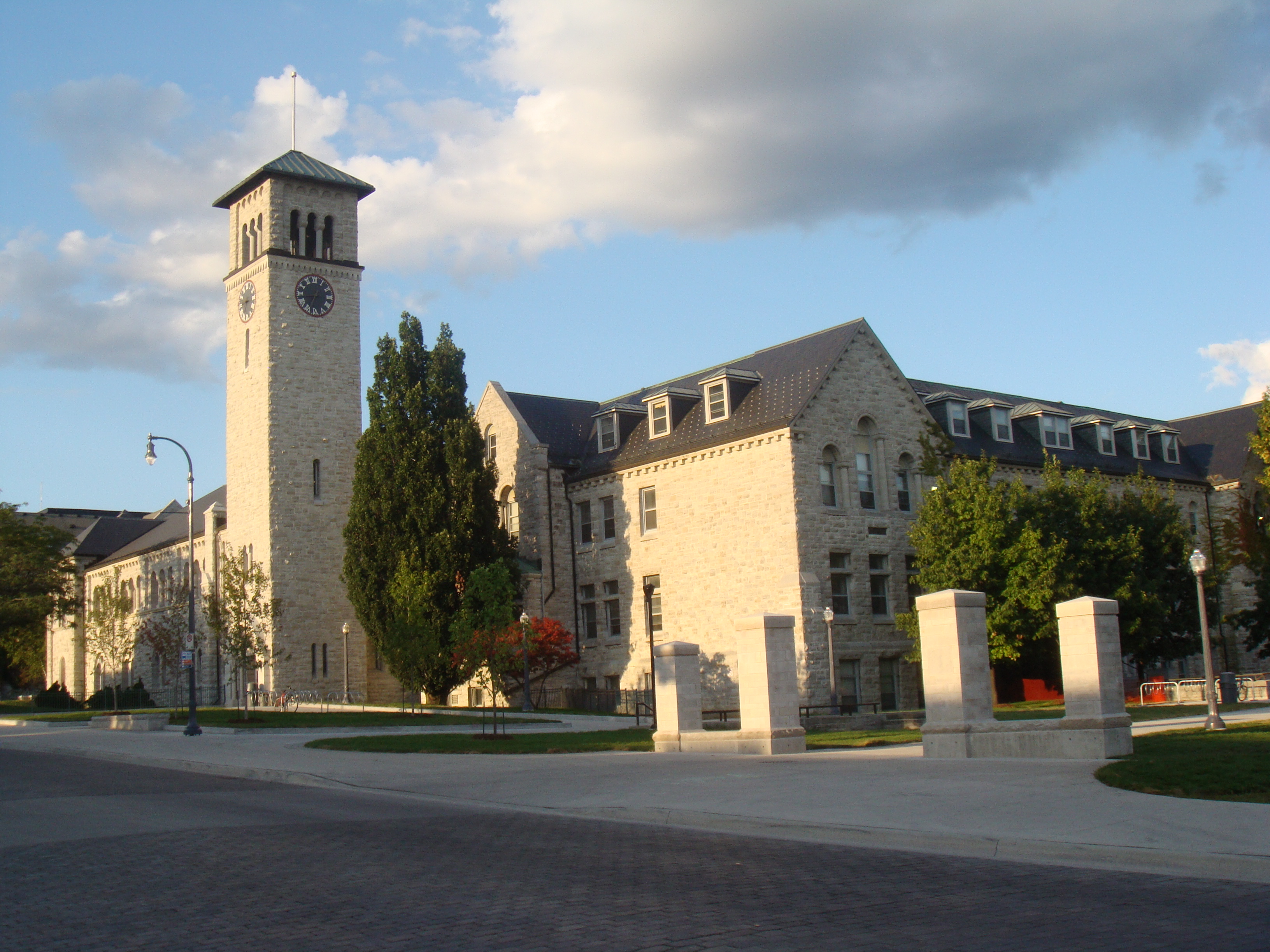
格蘭特館

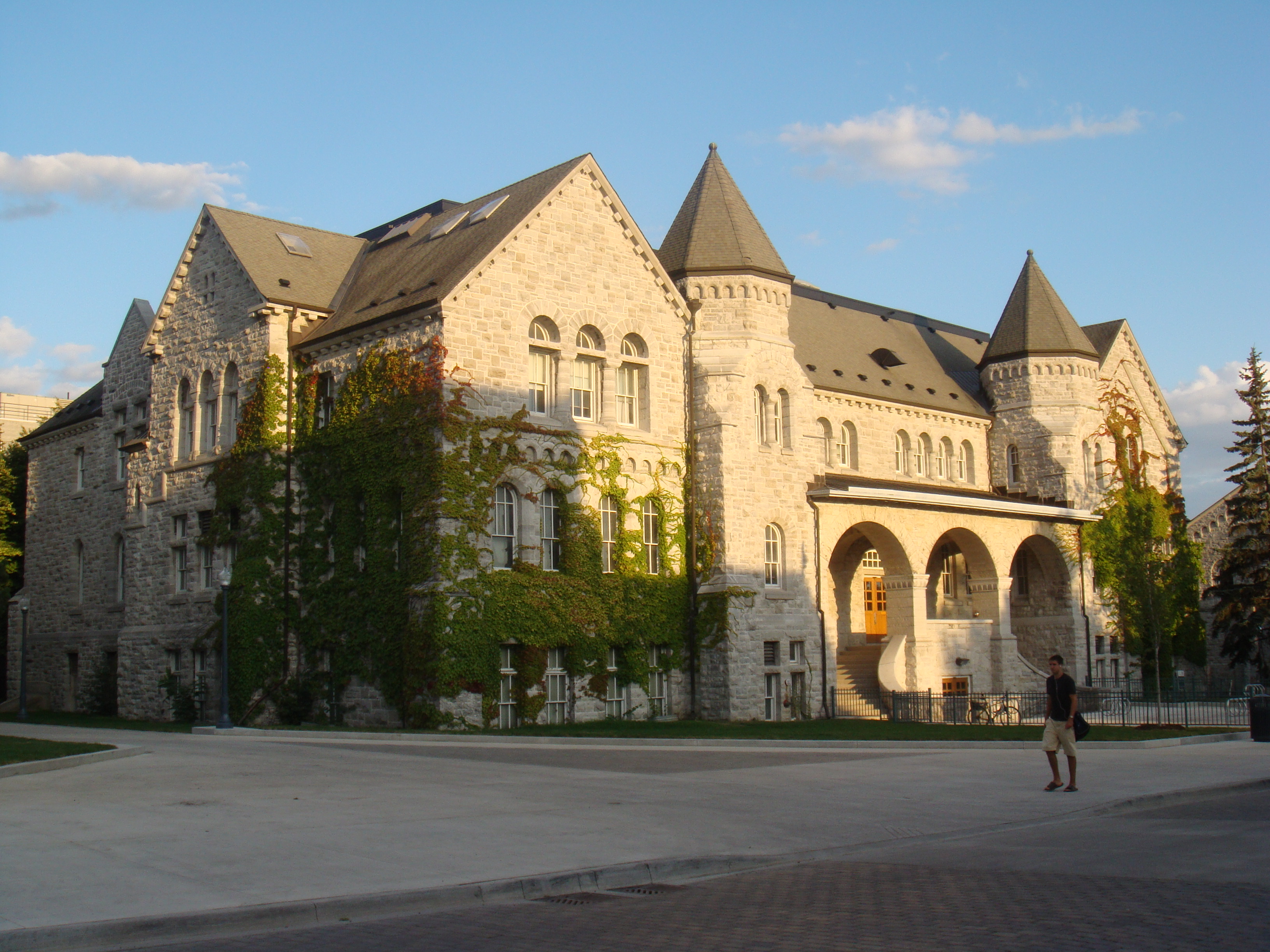
安大略館（Ontario Hall）

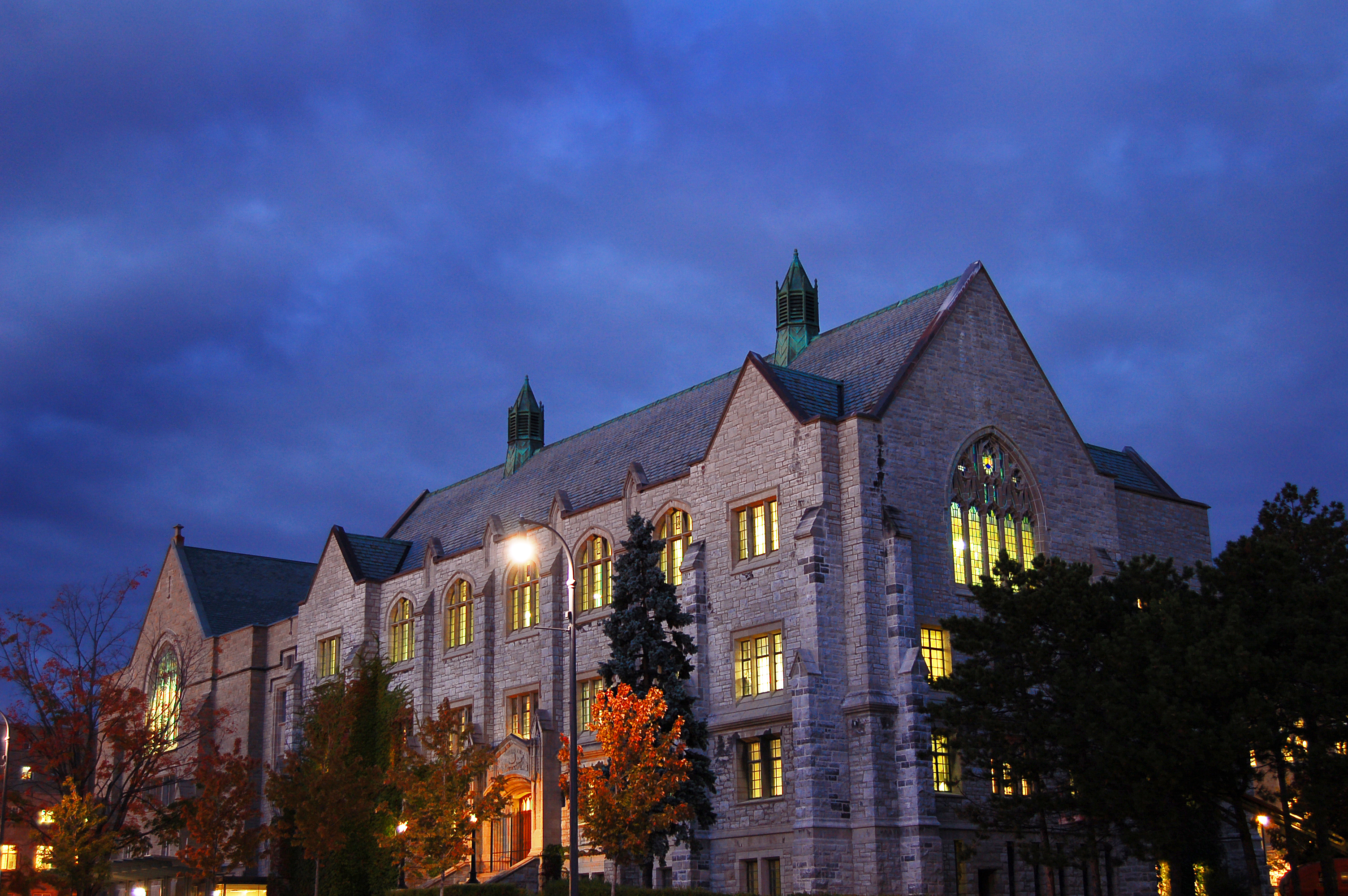
達格拉斯圖書館（Douglas Library）

女王大學的校園裡隨處可見的是以石灰岩為主獨特的新羅馬式和哥德復興式建築。其中許多建築都已經是超過百年以上的古典建築，例如西元1839年的Summerhill、1858年的舊醫學院館、1879年的Etherington House、1880年的神學院、1890年的Carruthers Hall、1892年的維多利亞學校（現為女王商學院Goodes Hall的一部分）、1903年的安大略館（Ontario Hall）、1903年的京士頓館（Kingston Hall）、1905年的格蘭特館Grant Hall（女王大學的重要象徵地標和禮堂），1907年的Kathleen Ryan Hall，以及1923年的達格拉斯圖書館(Douglas Library)。主校區內絕大部分的教學大樓都相當的集中，從校園的一端到另一端步行大約只花費15分鐘左右。
在主校區南邊接臨安大略湖畔有與女王大學共同教學合作的京士頓總醫院，該院也因西元1841年曾經作為第一個加拿大聯合省（The Province of Canada）的議會所在地而被加拿大環境部（The Ministry of Environment）評定為加拿大國家歷史古蹟。後來女王大學亦有小幅度的校地擴張，也就是現今的西校區，大約在主校區以西一公里處。西校區主要包括學生宿舍、教育學系所、以及理查森紀念體育場（為女王蓋爾人主場）。女王大學藍儂館（Leonard Hall）建於西元1959年，及其所僻臨的藍儂草地（Leonard Field）是以加拿大中校Reuben Wells Leonard為命名，以紀念中校慷慨地捐贈該地。

## 學術
女王大學為一所中型公立研究型大學院校，並且為U15大學聯盟和加拿大大專院校協會會員之一。女王大學大多數的學生結構以學士為主，約一萬五千人左右。在西元2009年，兩大學院科系為社會學科和工程與應用科學學科，其中社會學科有3286人（含在職生），工程與應用科學學科則有3097人（含在職生）。在2008-2009學年，女王大學授予3232個學士學位，1142個碩士學位，153個博士學位，以及721個專業學位（包含，法學、醫學，等學士後專業學科）。

### 聲望與排名
女王大學素為加拿大中部歷史悠久的傳統四大校之一。作為加拿大U15大學聯盟的成員，亦在不同時期被公認為加拿大著名學府之一。
女王大学教授、粒子物理学家阿瑟·麦克唐纳因对中微子的研究於2015年獲得诺贝尔物理学奖，成為第一位獲得诺贝尔奖的女王學者。最佳排名為全球第88名。在2007年泰晤士高等教育 - QS聯合排名，加拿大女王大學被列名全球第八十八名。女王大學法學院在2013英美普通法系的部分亦被列為全加拿大第三（和麥吉爾大學並列）。

### 學科與專業
女王大學的傑出學院學科包括商學院，醫學院，法學院，工程學，電腦科學，生物化學，物理學，人文科學。史密斯商學院的工商管理碩士，在國際上各產業界，亦是得到非常重要的認可，以及對其畢業生的器重。美國彭博商業周刊每兩年為全世界各大學的工商管理碩士學位所排名的列表裡，2010年女王大學工商管理碩士被列為美國境外全球第二，2008年為第一。QS世界大学排名的QS機構則把女王大學商學院的工商管理碩士（MBA）排名為全北美第十六名，加拿大第三名。另，英國金融時報則把女王大學商學院與美國康乃爾大學商學院的EMBA雙聯學位名列為全球第四十四名。女王大學單獨的EMBA則有被金融時報排為全球第八十四名，以及全加拿大第六名。女王商學院同時也被富比世全球五百大調查出該學院為全加拿大各大學院校中，校友成為各界公司行政總裁（或同樣位階的職位）為數最多的學院，全球則排名第三十八名擁有最多執行長校友的商學院。在2011年十月，美國紐約時報察詢要求全球各大公司執行長或總裁挑選出會招募的全球一百五十大大學畢業生，女王大學被列為全球第七十四名，以及加拿大第五名。

## 著名人物
詳見女王大學人物列表。

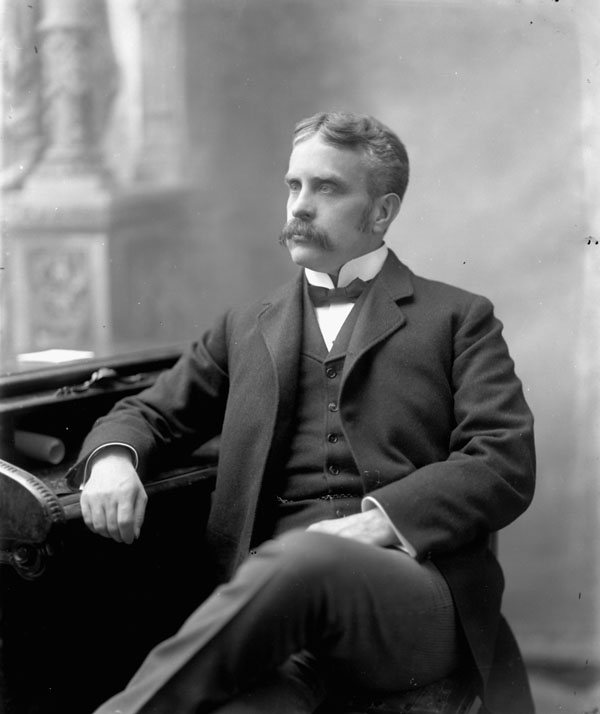
羅伯特·博登爵士，曾任第九任加拿大首相。
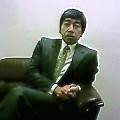
高圆宫宪仁亲王，已故日本皇室成员。
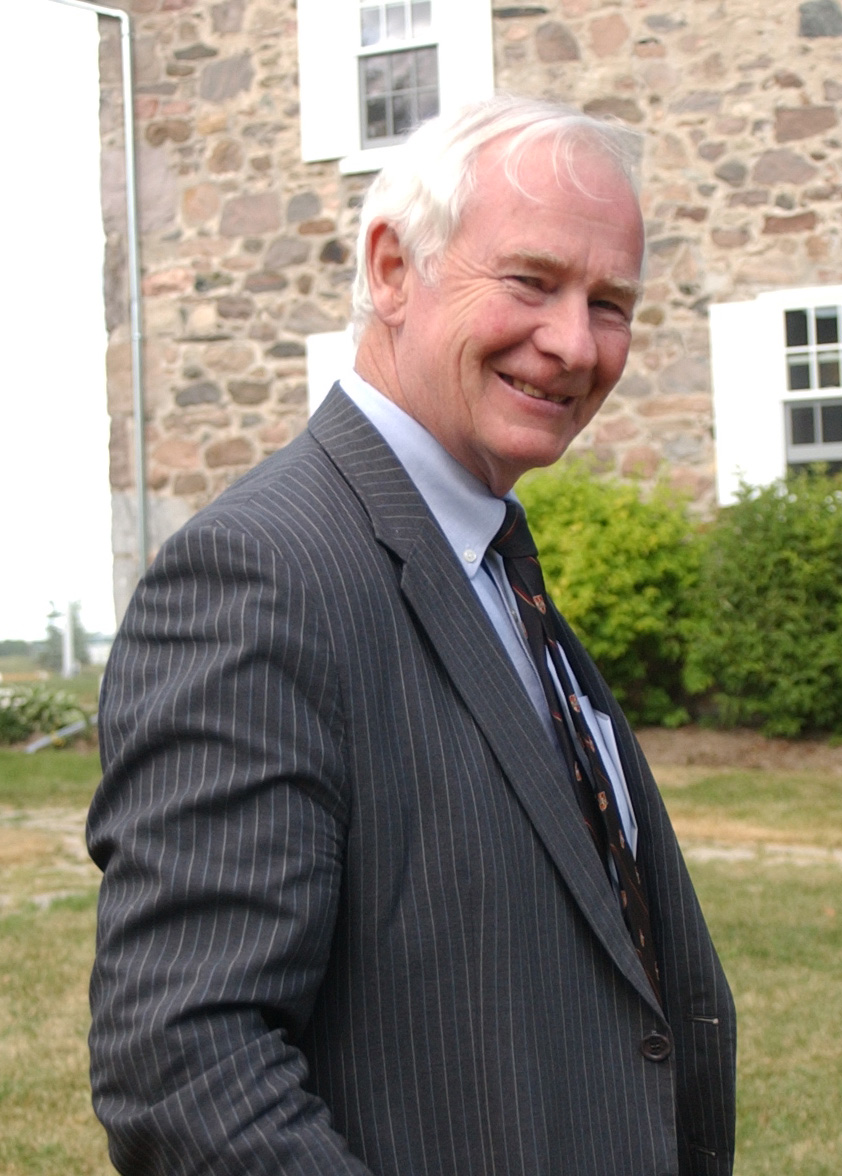
大卫·劳埃德·约翰斯顿，第28任加拿大总督。
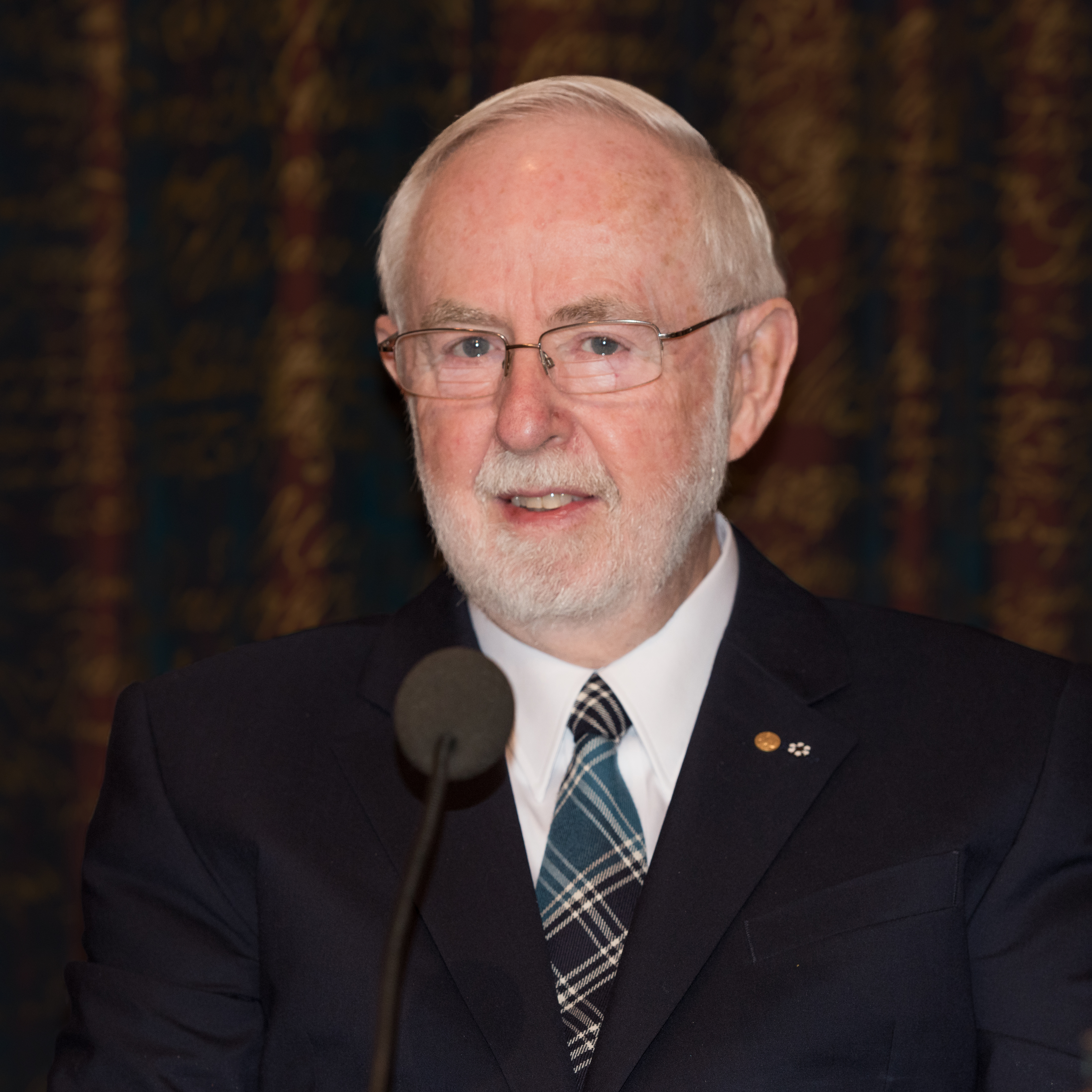
女王大学荣休教授、粒子物理学家阿瑟·麦克唐纳，2015年诺贝尔物理学奖得主。
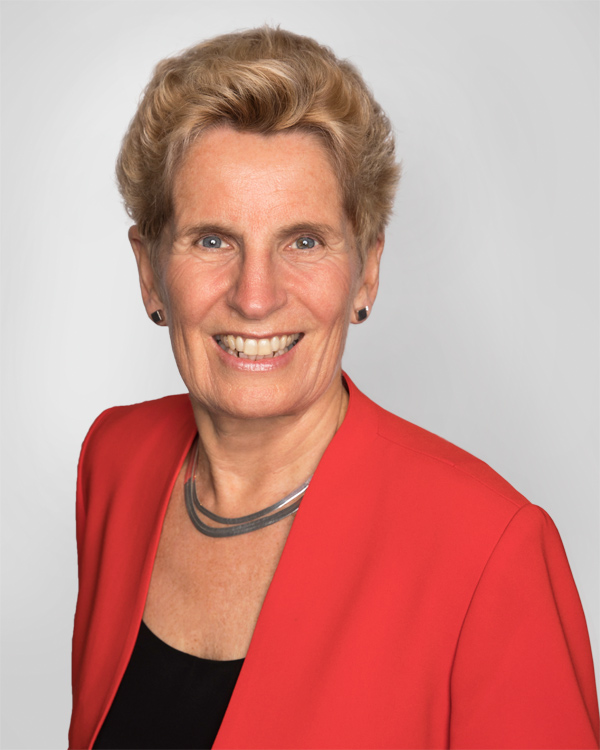
凯斯琳·韦恩，第25任安大略省省长和前安大略自由党党魁，安省首位女性和LGBT省长。
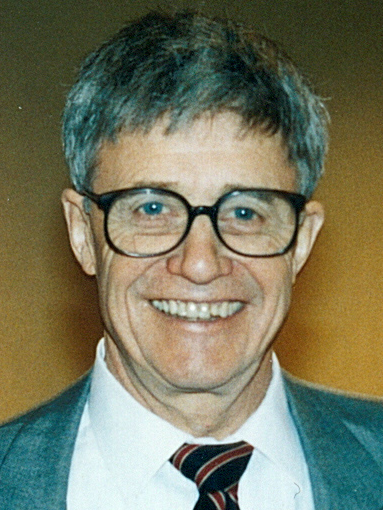
肯尼斯·艾佛森，加拿大计算机科学家，1979年因对数学表达式和编程语言理论的贡献而得到图灵奖。
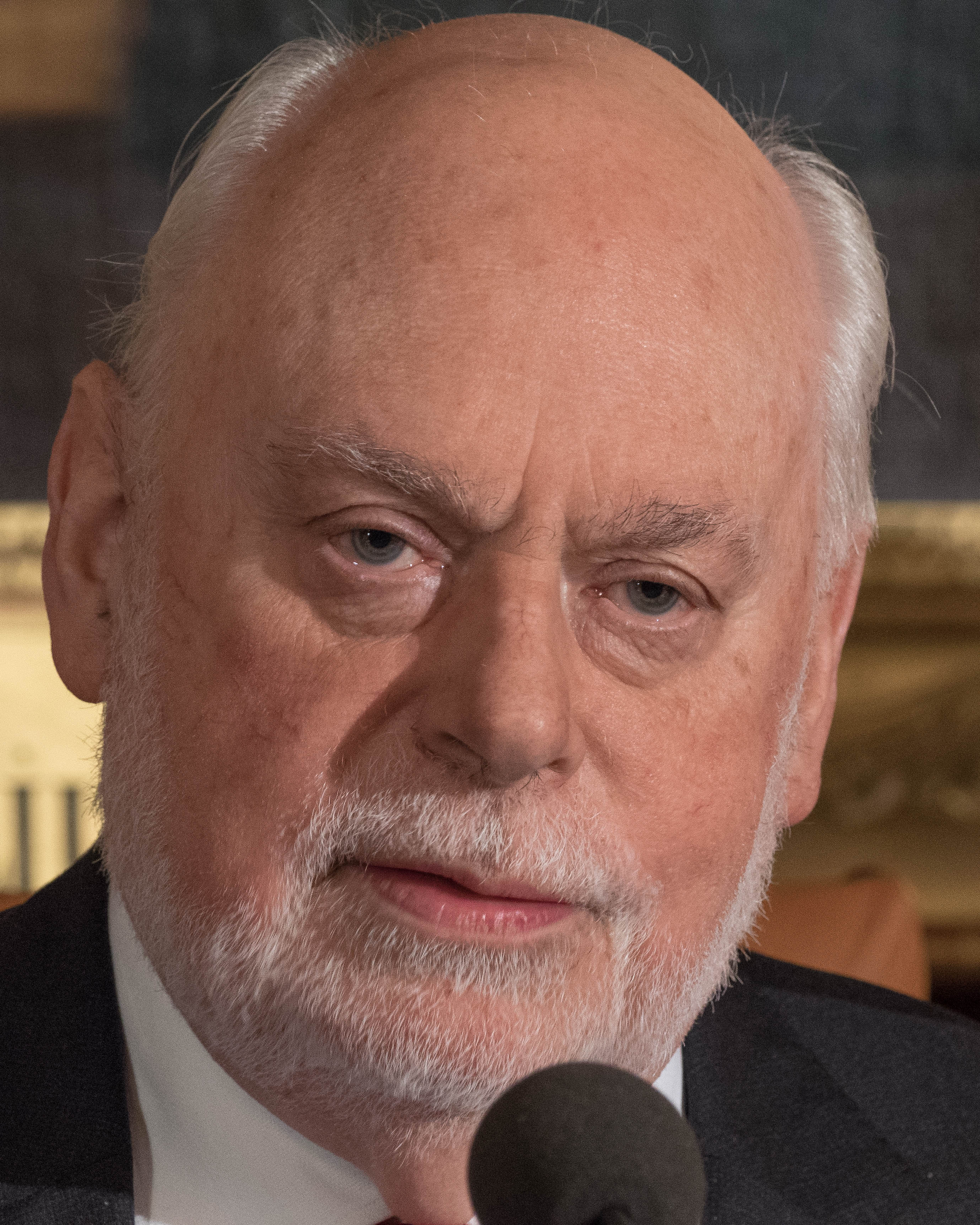
前女王大学博士后研究员、苏格兰化学家费舍尔·斯托达特，诺贝尔化学奖得主。
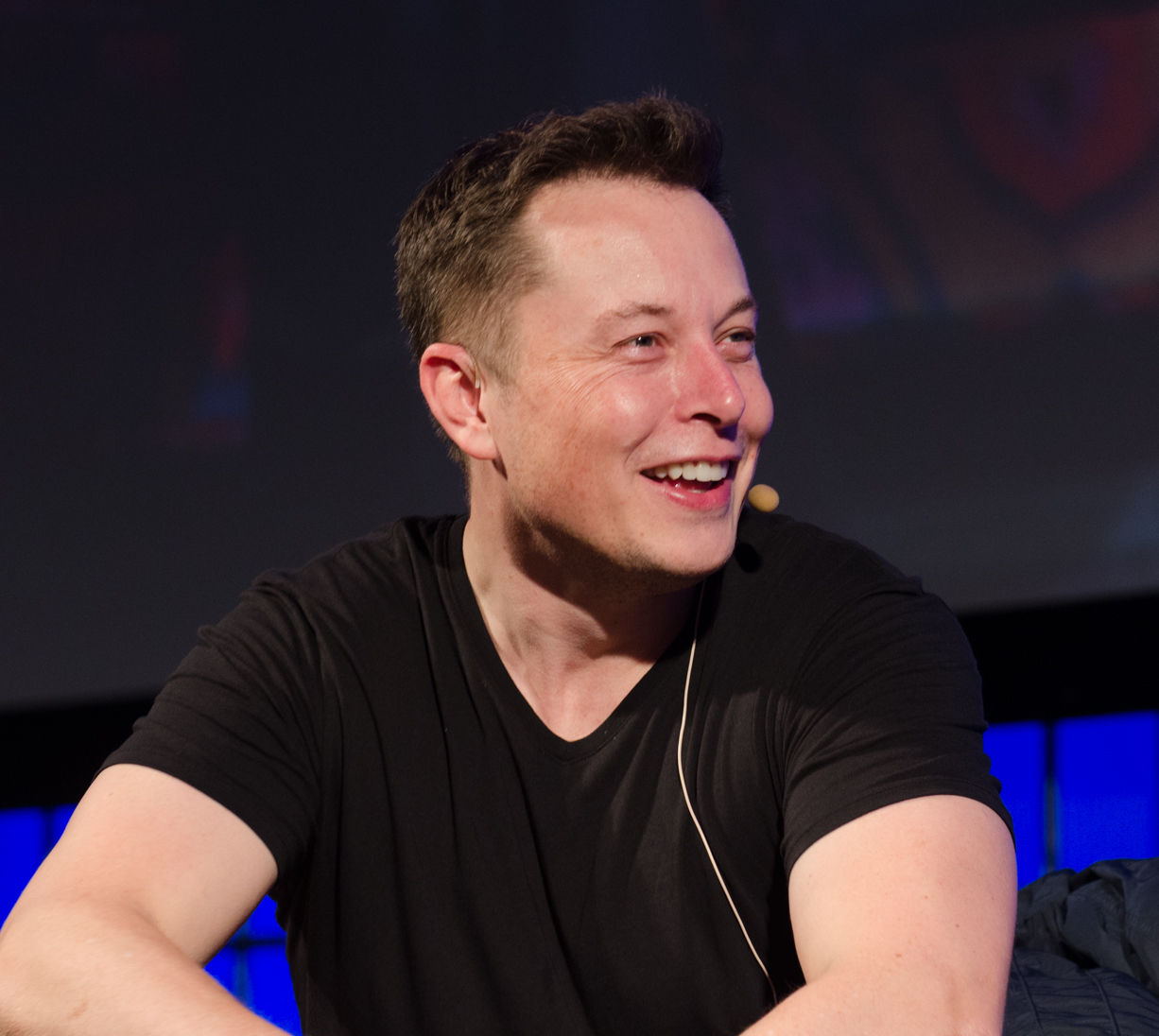
伊隆·马斯克，美国企业家。
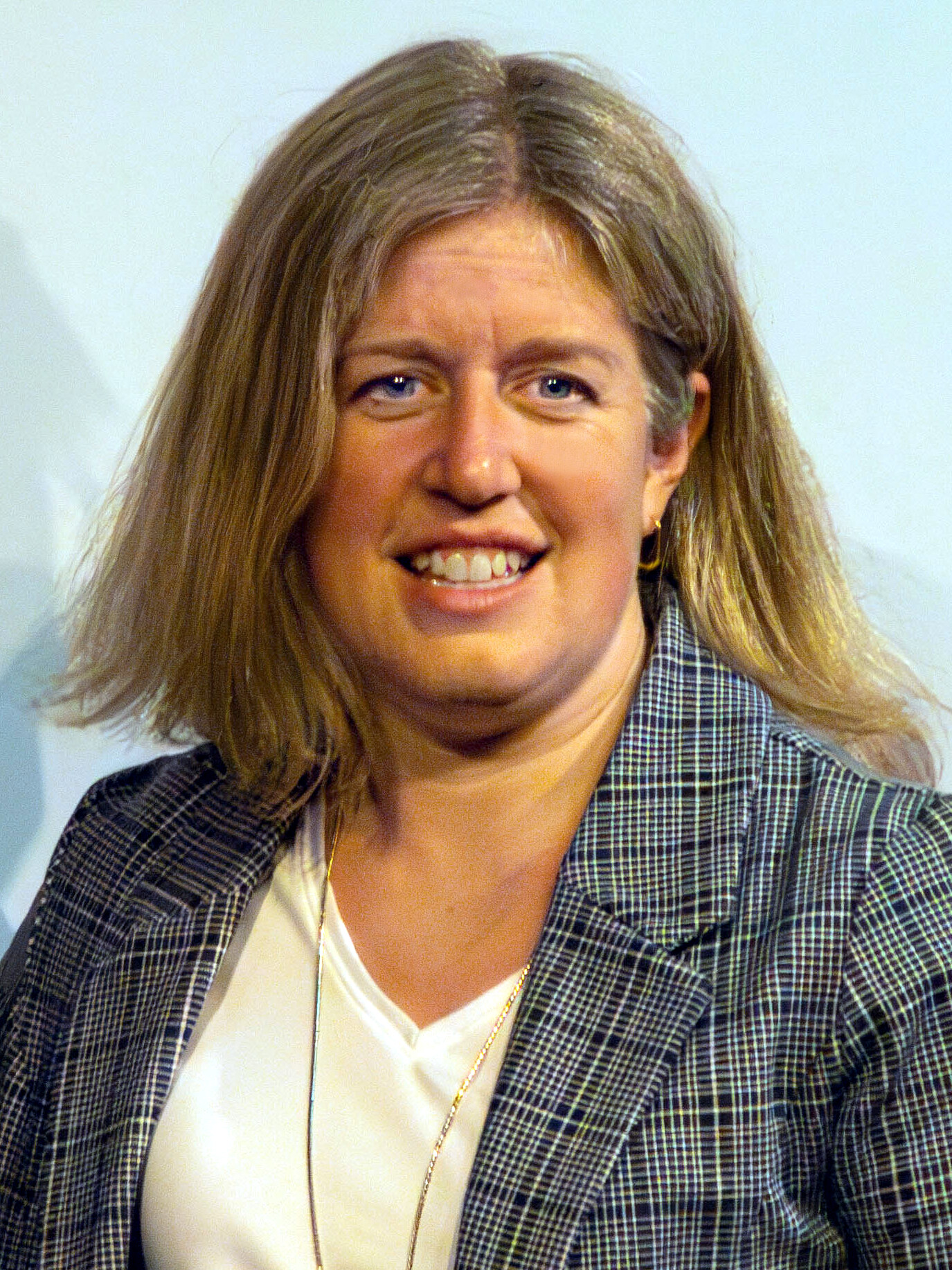
蘇珊·霍爾特，第35任新不倫瑞克省省長和新不伦瑞克自由党（英语：New Brunswick Liberal Association）党魁，新省首位女性省长。

女王校友及曾任教者散佈在全球一百五十多個國家，超過十三萬名。其中包括两位諾貝爾獎得主，現任教授、粒子物理学家阿瑟·麦克唐纳和曾任博士后研究员的蘇格蘭化學家費沙·斯托達特，也包括企業家伊隆馬斯克。2009年前已經有56位女王校友榮獲羅德獎學金的殊榮，負笈前往英國牛津大學攻讀碩、博士學位等學程深造。政治家方面，有第八任加拿大總理罗伯特·莱尔德·博登，安大略省前省長嘉芙蓮·韋恩和前駐美加拿大大使、前貝爾公司執行長德雷克伯尼。第一位獲得醫學學位的魁北克女性艾拉阿瑟頓也於1887年畢業於女王大學。企業家方面，大衛·A·道奇，為前加拿大央行總裁。2013年五月就任的加拿大央行總裁史蒂芬·波洛茲亦是女王校友，自1934年第一任央行總裁上任的九位加拿大央行總裁之中有三位是女王校友，另一位則為傑拉·鮑伊。亞洲相关校友有日本皇室的高圓宮憲仁親王，台灣藝人廖語晴和香港高等法院原訟庭大法官彭鍵基。高圓宮憲仁親王也成立獎學金資助日本學生在女王大學學習。

## 外部連結
- 女王大學主頁（页面存档备份，存于）
- 女王大學學生報（页面存档备份，存于）
- 女王大學中文介紹（页面存档备份，存于）